# Parliamentary Recruiting Committee

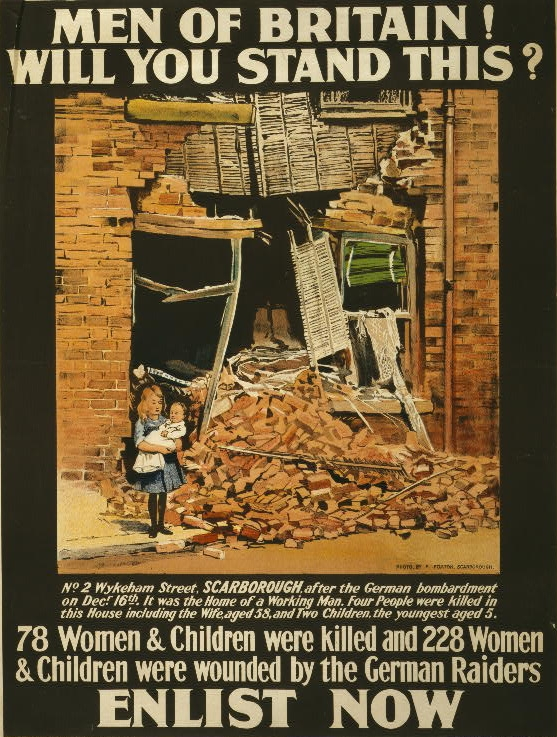
PRC-Poster zum Angriff auf Scarborough

Das Parliamentary Recruiting Committee (PRC, dt.: Parlamentarischer Rekrutierungsausschuss) war eine britische überparteiliche Einrichtung während des Ersten Weltkrieges in London. Ihre Präsidenten waren gemeinsam die Führer der drei Parteien: Herbert Henry Asquith, Andrew Bonar Law und Arthur Henderson.
PRC wurde am 30. August 1914 gegründet. Es diente der Gewinnung von Kriegsfreiwilligen, der moralischen Legitimation des Krieges sowie, neben dem War Propaganda Bureau (WPB) und dem Parliamentary War Savings Committee, ebenfalls der Propaganda im Ersten Weltkrieg.
Die Organisation bestand aus 2.000 Freiwilligen, die 12.000 Veranstaltungen organisierte, auf denen 20.000 Reden meist lokaler Würdenträger gehalten wurden. Man verschickte 8 Mio. Briefe, verteilte 54 Mio. Plakate, Broschüren, Postkarten und andere Publikationen und ließ Militärkapellen vor den Rekrutierungsbüros spielen. Die 150 PRC-Poster wurden in Auflagen von 25.000 – 100.000 Stück gedruckt. Gegliedert in regionale Subkomitees, wurden diese angewiesen an welche Kommandodistrikte der Armee die Bewerber weiterzureichen sind.
Neben Gräuelpropaganda und grober Verunglimpfung (deutsche Hunnen), die der Diskreditierung des Gegners diente, sprach man gezielt verschiedene Bevölkerungsgruppen an. Frauen wurden Schuldgefühle suggeriert, sollten sie ihre Söhne und Männer vom Krieg abhalten und diese deshalb danach „den Kopf hängen lassen, wenn jemand fragt“; dsgl. Vätern gegenüber ihren Kindern. Arbeitern versicherte man, dass „der Eintritt ins Heer keinen Verlust an Geld bedeuten würde“. Bildliche Darstellungen übernahm das PRC auch von patriotischen Vereinen und Journalen.
Nach den ersten Verlusten 1915 (Zweite Flandernschlacht, Lorettoschlacht) in den anfangs oft sozial homogenen Bataillonen wurde Gemeinsamkeit nun durch „Stolz auf den Kumpel in der Armee“ angeregt. Kitcheners Armee wurde aktiv beworben und Kriegsereignisse, wie der Angriff der Kaiserlichen Marine auf Scarborough, in Erinnerung gerufen.
Neben PRC bestand ein Joint Labour Recruiting Committee zur Anwerbung von Rüstungarbeitern. Thematisch lehnten sich die Poster in den Dominions Kanada, Australien (State Parliamentary Recruiting Committee) und Südafrika denen des PRC an.

## Werke
- The truth about German atrocities. 1915, Pamphlet
- Poster-Auswahl:
  - Nr. 13: "Was wird deine Antwort sein wenn dein Sohn dich fragt--"Vater, was hast du getan um zu helfen als Britannien 1915 um die Freiheit kämpfte ? -Unterschreibe jetzt" 
  - Nr. 75: "Frauen Britanniens, sagt: "Geh!""
  - Nr. 96: "Er ist glücklich und zufrieden- und Du ? Schreib Dich heute ein"
  - Nr. 105: Nimm das Schwert der Gerechtigkeit auf"
  - Nr. 125: "Wer fehlt ? Bist Du's?"
  - "Papa, was hast du in dem Großen Krieg getan ?"

## Medien
- Poster des PRC u. a. Bibliothek der Georgetown Univ., Washington DC
- Liste der PRC-Poster Kanada, McMaster University
- Niall Ferguson: Der falsche Krieg. Dt. Verlagsanstalt. Stuttgart. 1998
- Nicoletta F. Gullace: The Blood of Our Sons: Men, Women, and the Renegotiation of British Citizenship During the Great War . Palgrave Macmillan. 2004